# Put Your Hands Where My Eyes Could See
"Put Your Hands Where My Eyes Could See" é uma canção do rapper americano Busta Rhymes do seu segundo álbum When Disaster Strikes. Foi nomeado para o Grammy Award de Melhor Performance Solo de Rap em 1998, mas acabou perdendo para Men in Black, de Will Smith.